# Blausee (Obersulzbachtal)
Der Blausee im Obersulzbachtal in der Gemeinde Neukirchen am Großvenediger ist ein kleiner See in der Salzburger Region Oberpinzgau. Das Gebiet wird als Naherholungsraum genutzt, steht aber als Biotop unter Schutz.

## Geografie und Geschichte
Der Blausee liegt am Talausgang des Obersulzbachtals in der Nähe von Sulzau bzw. Siggen auf einer Höhe von 925 m ü. A. Er ist ein sogenannter Quell- oder Druckwassersee, entstand also durch aufsteigendes Grundwasser.
Zusätzlich bildete sich um 1910 nach der Errichtung einer etwa zwölf Meter hohen Geschiebesperre am Unterlauf des Obersulzbaches selbst als Erweiterung des Gewässerlaufs ein weiterer See.
Im Jahre 1987 wurde der Blausee durch schwere Unwetter vermurt. Bis 2006 verlandeten die Flachwasserbereiche und wurden danach zur Erhaltung der als ökologisch wertvoll eingeschätzten Gewässer saniert.

## Ökologie
Als ökologisch bedeutsam gelten
- das sehr klare Wasser des Sees (Fischgewässer)
- das vorhandene Schachtelhalmröhricht als Laichplatz für Amphibien[2]
- der neu angelegte Abfluss des Blausees mit Umgehungsarm und reicher Strukturierung zur Schaffung von Lebensnischen
- der umgebende Fichten-Heidelbeerwald als Wasserregulator und Produzent von Sauerstoff

## Nutzung
Mit der Neugestaltung des Bereichs Blausee/Obersulzbach wurde das Gebiet als Naherholungsraum eingerichtet. Für die Besucher gibt es Erholungsflächen am See, Sitzgelegenheiten mit Tischen, Feuerstellen und Toiletten.

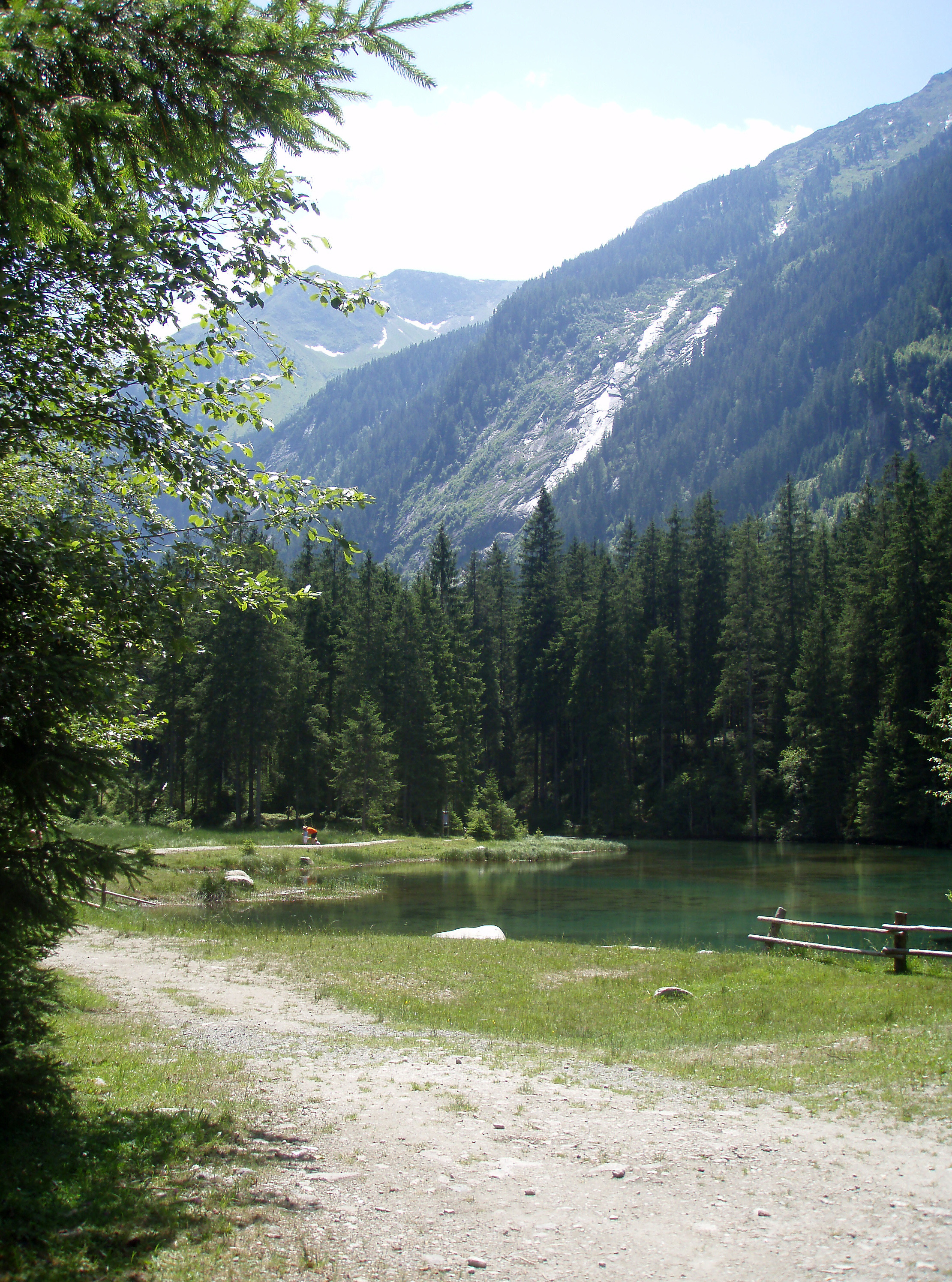
Naherholungsraum Blausee/Obersulzbach
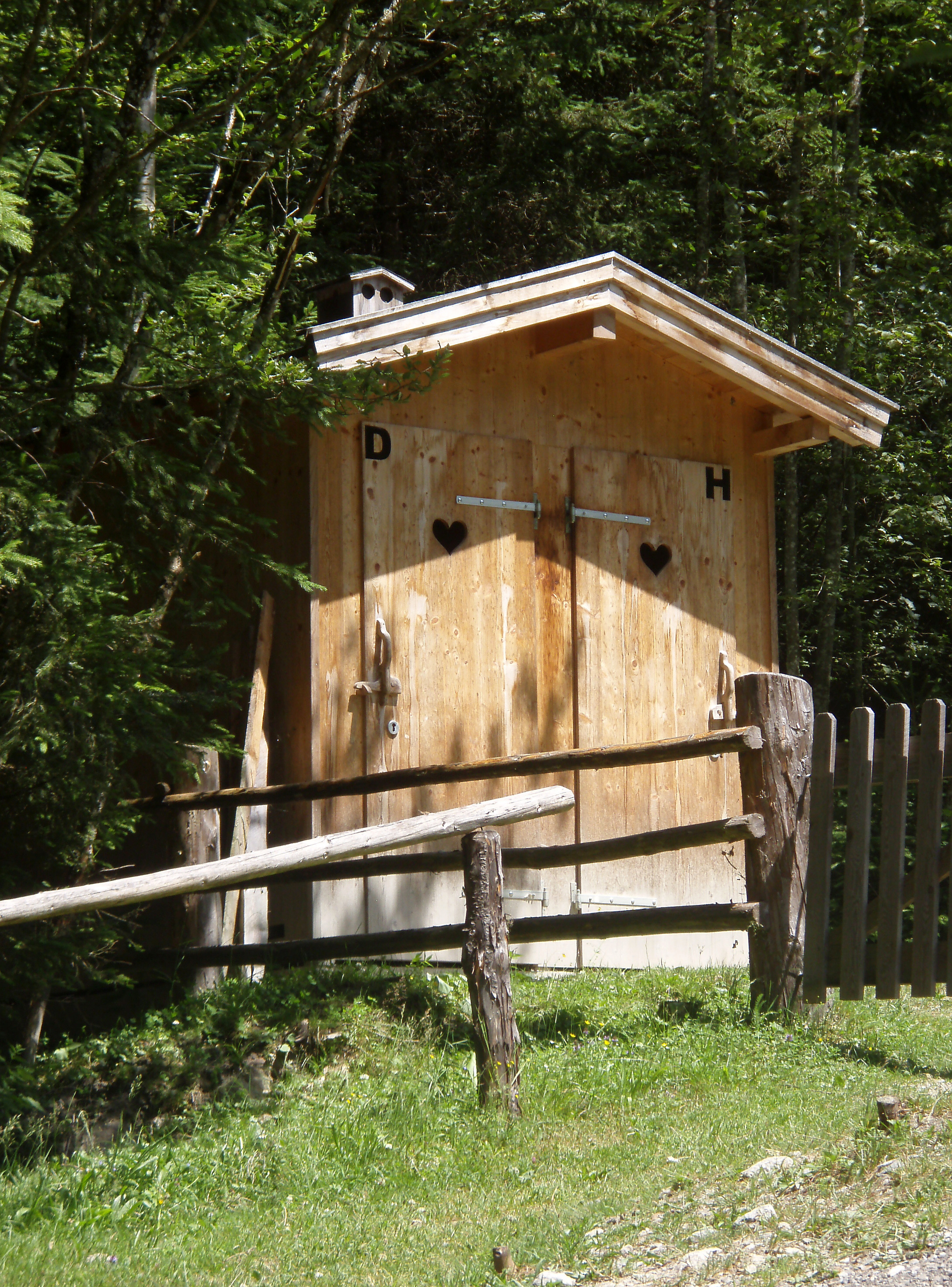
Toiletten am See
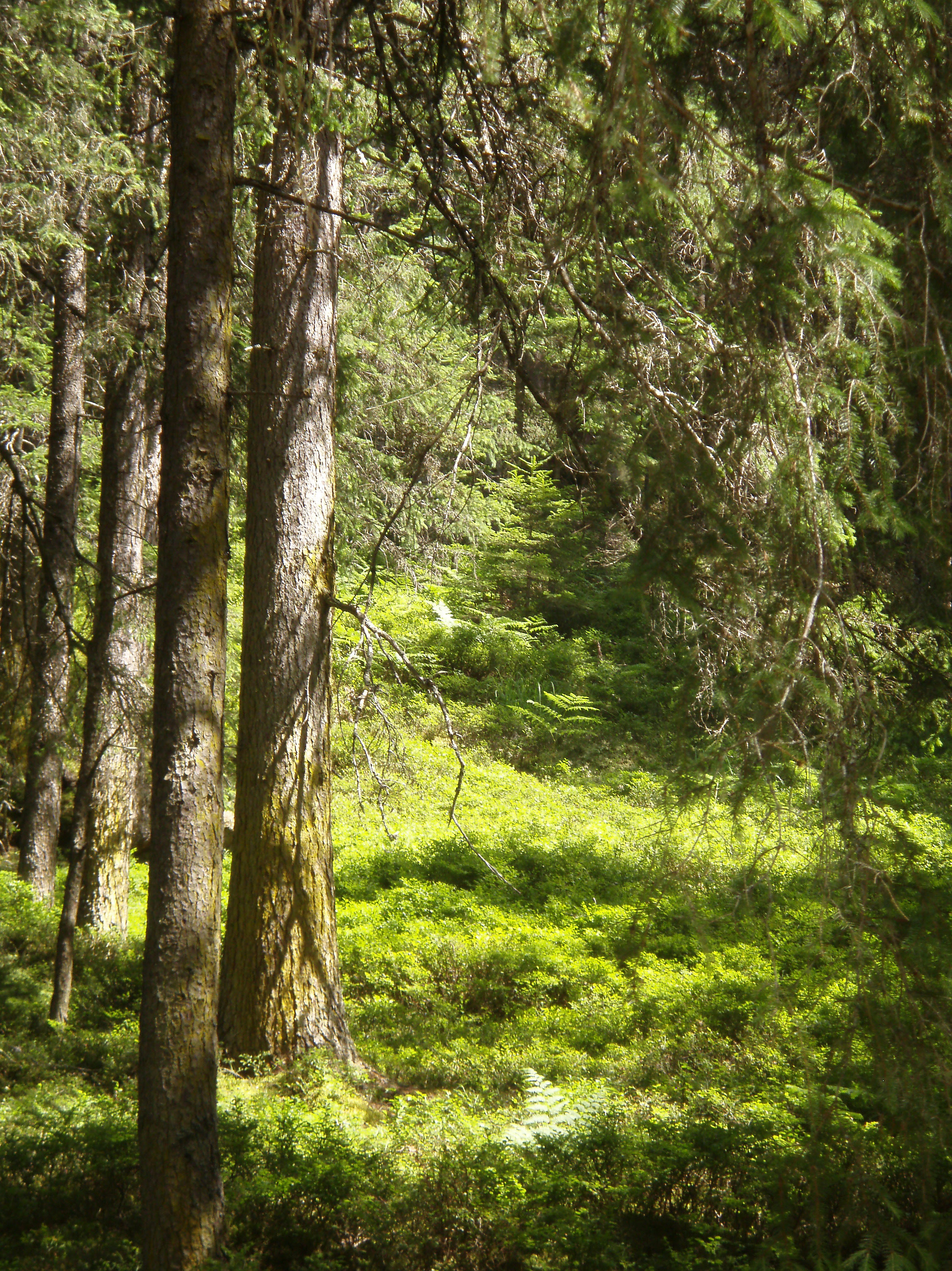
Biotop am Blausee

Der Blausee wird unter der Bezeichnung Naturerlebnis Blausee und mit einem eingerichteten Wanderweg unter der Bezeichnung Natura Trail Blausee touristisch vermarktet.

## Nachweise
- Wolf Kunnert: Texte auf den Schautafeln im Naherholungsgebiet Blausee.

1. ↑  Biotop Nr.: 57025 2176; Bezeichnung: Blausee
2. ↑  Biotop Nr.: 57025 2179; Bezeichnung: Wasserschachtelhalmröhricht W Blausee